# Claude Nectoux
Pour les articles homonymes, voir Nectoux.
Claude Nectoux est un homme politique français né le 21 août 1860 à Saint-Sernin-du-Bois (Saône-et-Loire) et décédé le 28 août 1929 à Dezize-lès-Maranges (Saône-et-Loire).

## Biographie
Mécanicien, il est député de la Seine (arrondissement de Sceaux) de 1909 à 1924, siégeant avec les socialistes. Il est particulièrement actif sur les questions de communications et de PTT. Lors des élections de 1919, il quitte le parti socialiste SFIO, pour rallier le Bloc national. Il est alors membre du groupe de l'Action républicaine et sociale.

## Sources
- « Claude Nectoux », dans le Dictionnaire des parlementaires français (1889-1940), sous la direction de Jean Jolly, PUF, 1960 [détail de l’édition]